# Ланлебур-Мон-Сені
Ланлебу́р-Мон-Сені́ (фр. Lanslebourg-Mont-Cenis) — колишній муніципалітет у Франції, у регіоні Овернь-Рона-Альпи, департамент Савоя. Населення — 621 осіб (2011).
Муніципалітет був розташований на відстані близько 530 км на південний схід від Парижа, 170 км на схід від Ліона, 85 км на південний схід від Шамбері.

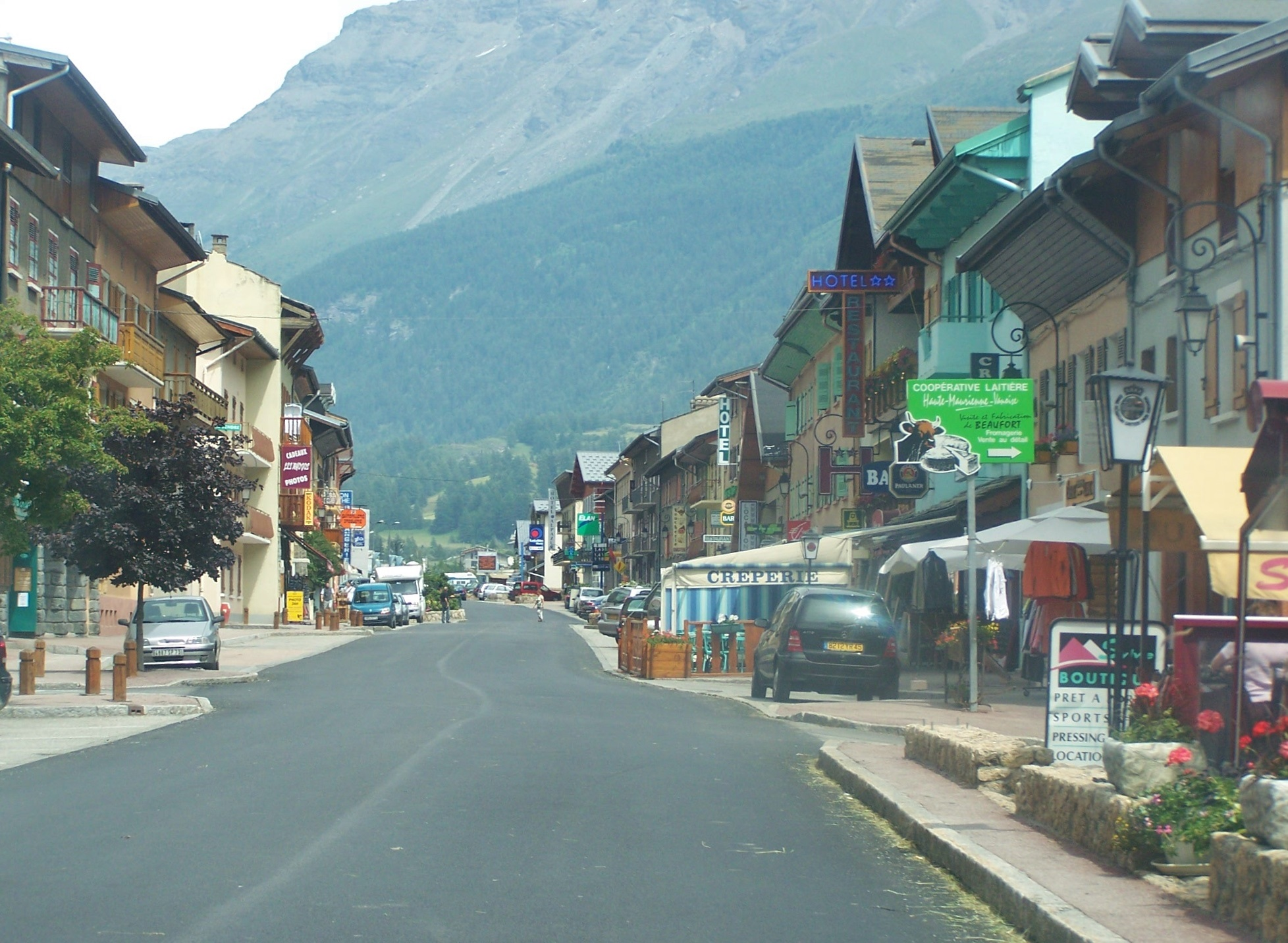

## Історія
До 2015 року муніципалітет перебував у складі регіону Рона-Альпи. Від 1 січня 2016 року належав до нового об'єднаного регіону Овернь-Рона-Альпи.
1 січня 2017 року Ланлебур-Мон-Сені, Браман, Ланлевіллар, Сольєр-Сардьєр i Терміньон було об'єднано в новий муніципалітет Валь-Сені.

## Демографія
Динаміка населення (INSEE ):
Розподіл населення за віком та статтю (2006):
| Стать | Всього | До 15 років | 15-24 | 25-44 | 45-64 | 65-85 | Понад 85 |
| --- | ------ | ----------- | ----- | ----- | ----- | ----- | -------- |
| Чоловіки | 323    | 58          | 47    | 104   | 75    | 35    | 4        |
| Жінки | 266    | 51          | 23    | 74    | 78    | 36    | 4        |
| \| Статево-вікова піраміда \| Статево-вікова піраміда \| Статево-вікова піраміда \| \| ----------------------- \| ----------------------- \| ----------------------- \| \| Чоловіки \| Вік \| Жінки \| \| 4 \| 85 + \| 4 \| \| 4 \| 80-84 \| 12 \| \| 19 \| 75-79 \| 0 \| \| 4 \| 70-74 \| 8 \| \| 8 \| 65-69 \| 16 \| \| 12 \| 60-64 \| 19 \| \| 16 \| 55-59 \| 12 \| \| 31 \| 50-54 \| 35 \| \| 16 \| 45-49 \| 12 \| \| 19 \| 40-44 \| 8 \| \| 31 \| 35-39 \| 35 \| \| 23 \| 30-34 \| 23 \| \| 31 \| 25-29 \| 8 \| \| 31 \| 20-24 \| 4 \| \| 16 \| 15-20 \| 19 \| \| 23 \| 10-14 \| 8 \| \| 8 \| 5-9 \| 8 \| \| 27 \| 0-4 \| 35 \| |        |             |       |       |       |       |          |
| Статево-вікова піраміда |        |             |       |       |       |       |          |
| Чоловіки | Вік    | Жінки       |       |       |       |       |          |
| 4 | 85 +   | 4           |       |       |       |       |          |
| 4 | 80-84  | 12          |       |       |       |       |          |
| 19 | 75-79  | 0           |       |       |       |       |          |
| 4 | 70-74  | 8           |       |       |       |       |          |
| 8 | 65-69  | 16          |       |       |       |       |          |
| 12 | 60-64  | 19          |       |       |       |       |          |
| 16 | 55-59  | 12          |       |       |       |       |          |
| 31 | 50-54  | 35          |       |       |       |       |          |
| 16 | 45-49  | 12          |       |       |       |       |          |
| 19 | 40-44  | 8           |       |       |       |       |          |
| 31 | 35-39  | 35          |       |       |       |       |          |
| 23 | 30-34  | 23          |       |       |       |       |          |
| 31 | 25-29  | 8           |       |       |       |       |          |
| 31 | 20-24  | 4           |       |       |       |       |          |
| 16 | 15-20  | 19          |       |       |       |       |          |
| 23 | 10-14  | 8           |       |       |       |       |          |
| 8 | 5-9    | 8           |       |       |       |       |          |
| 27 | 0-4    | 35          |       |       |       |       |          |

## Економіка
2010 року серед 414 осіб працездатного віку (15—64 років) 364 були активними, 50 — неактивними (показник активності 87,9%, у 1999 році було 76,3%). З 364 активних мешканців працювала 361 особа (194 чоловіки та 167 жінок), безробітними було 3 (1 чоловік та 2 жінки). Серед 50 неактивних 18 осіб було учнями чи студентами, 20 — пенсіонерами, 12 були неактивними з інших причин.

У 2010 році в муніципалітеті числилось 252 оподатковані домогосподарства, у яких проживали 579,0 особи, медіана доходів виносила 21 715 євро на одного особоспоживача